# Musique mauritanienne

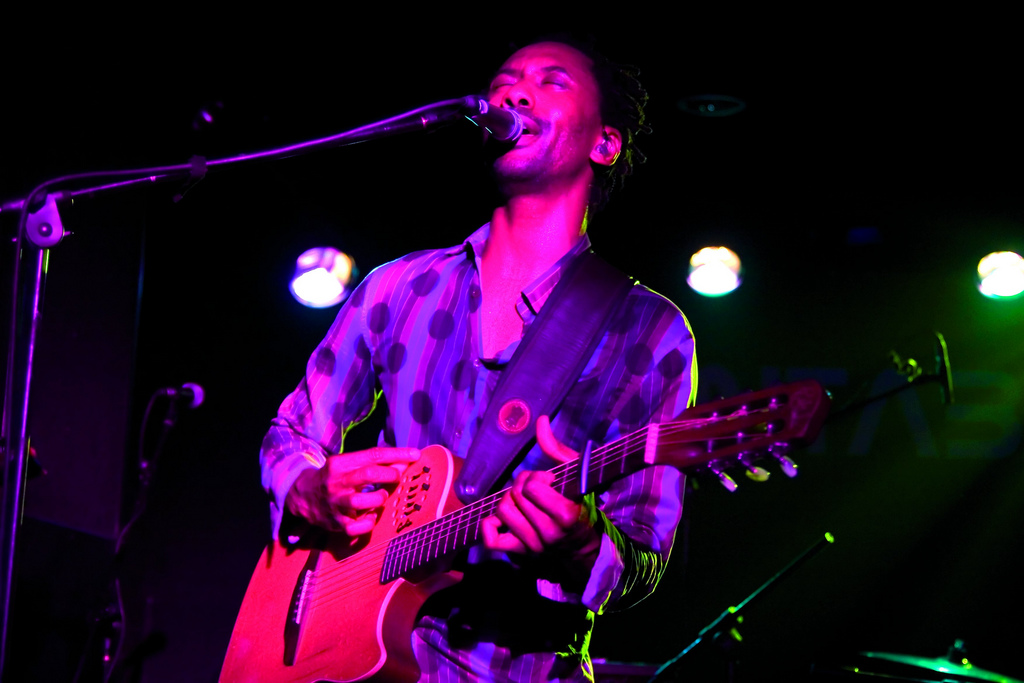
Daby Touré, un musicien mauritanien

La musique mauritanienne est, à l'image des différentes ethnies qui composent le pays, une musique multi-culturelle, avec à l'origine une forte reconnaissance de sa seule branche classique, la musique jouée par les « griots maures », les Iggawin. À cette base s'ajoutent les deux types de musique propres aux « maures noirs », le medh, chants à la gloire du Prophète de l’islam) et le redh, musique de danse sur fond de tam-tams, ainsi que les traditions musicales des ethnies noires africaines.
Bien que la musique traditionnelle soit plutôt vue comme légitime lorsqu'elle est pratiquée par les hommes, les deux personnalités sans doute les plus célèbres internationalement de nos jours sont deux femmes originaires de familles iggawin, Dimi Mint Abba et Malouma.

## La musique traditionnelles desiggawen
Aussi appelée musique maure, elle tire ses traits de la musique du proche-Orient, dont on retrouve l'influence au travers des mode, mais elle a aussi absorbé les influences de la population du pays, et il est possible de reconnaître des emprunts berbères et africains, aussi bien dans les sonorités que dans le vocabulaire, bien qu'il soit difficile d'en mesurer l'ampleur.

### LesIggawen
Les Iggawen sont membres d'une caste de la catégorie des artisans, qui sont les seuls à jouer et chanter la musique traditionnelle, de manière professionnelles. Ils appartiennent à l'ethnie des Beidane, ou « maures blancs », et leur organisation sociale est calquée sur celles des griots mandingues.
L'apprentissage du chant, qui occupe une place centrale, se fait principalement par imitation, tandis que celui de la pratique instrumentale et de la théorie musicale est nettement plus structuré.

### Les instruments
Les instruments classiques par excellence sont la tidinit, réservée aux hommes, et l'ardîn, réservée au femmes. La tidinit est un luth à quatre cordes, agrémenté de bruiteurs métalliques, disposés sur le manche ou autour de la caisse de résonance. Le manche est enfoncé dans la caisse de résonance, elle-même recouverte d'une peau tendue, et munie d'un chevalet. Les cordes, fixées sur la partie interne du manche, passent sur le chevalet et sont reliées à l'autre extrémité du manche par des anneaux de cuir. Les cordes sont grattées avec les ongles de la main droite, et le musicien peut utiliser son autre main pour en modifier la tension. Il souligne quelquefois le rythme, en battant la caisse de résonance avec son pouce droit. Si le mot est d'origine berbère, on retrouve des variantes de cet instrument dans tout le Sahel : au Mali, au Sénégal et au Niger.
L'Ardîn est une harpe comportant une dizaine de cordes (le nombre étant variable). Elle est faite d'une calebasse de 40 cm à 50 cm de diamètre, recouverte d'une peau tendue, jouant un rôle de résonateur et d'un manche, d’un mètre ou plus, qui s’enfonce dans la calebasse. Les cordes sont reliées au manche par un système spécifique de chevilles en bois, qui permettent leur réglage, et à la table de percussion par un cordier qui en est solidaire,. Elle est utilisée le plus souvent comme instrument à corde, mais sert aussi d'instrument à percussion.
À côté de ces deux instruments classiques, les griots utilisent quelquefois des instruments plus populaires, et pour un nombre limité de sous-types musicaux. Parmi eux figure le t'bol ou « tambour des sables », une grosse timbale au rôle social majeur, autrefois utilisée pour sonner le signal de guerre, et employée uniquement dans le mode faghou. Le daghumma, calebasse évidée à ses deux extrémités, qui sont frappées avec la main et la cuisse, produit un son assez discret, qui souvent est recouvert par celui produit par un collier métallique fixé autour de la calebasse. Le rbab est une petite vielle monocorde, frottée à l'aide d'un archet.
Enfin, plus récemment, avec le mouvement d'internationalisation et de modernisation de la musique traditionnelle, il n'est pas rare de voir la guitare sèche venir remplacer la tidinit.

### Les modes et les voies
Il existe 4 modes représentant autant de tendances émotionnelles : karr, la joie, utilisé pour les chants de louanges, faghou, la bile, utilisé pour les chants guerriers ou pour exprimer le courage, la fierté, siguim, la sensibilité, utilisé pour exprimer les sentiments, et beigi, qui reflète la tristesse, la nostalgie ou la souffrance. Chacun de ces modes se décline au sein d'une « voie » ou « couleur », qui sont au nombre de trois : le-khal (noire), le-biadh (blanche) et zrag (tachetée). Le chant répond à une forme d'unité par proximité, et à un nombre limité d'enchaînements possibles au sein d'une même voie très codifiés.
Ces modes définissent l'octave choisi pour régler l'instrument, mais s'éloignent des modes connus en Occident : ainsi « il existe par exemple, dans le mode karr, des hauteurs sonores situées à plus d'une octave par rapport au pôle modal le plus grave, qui n'ont apparemment jamais d'homologue (par réduction d'octave) dans le registre inférieur. »

## Musiciens
Malgré la rareté des musiciennes en Mauritanie[précision nécessaire], Dimi Mint Abba. Les parents de Dimi étaient tous deux musiciens (sa mère est une joueuse de ardîn, émériteet son père est notamment l'auteur de l'ancien hymne national mauritanien[non pertinent] ), et elle a commencé à jouer à un âge précoce. Sa carrière professionnelle a débuté en 1976 lorsqu'elle a participé au concours Oum-Kalsoum à Tunis. Deux autres musiciennes importantes sont Malouma, qui est aussi une femme politique et une militante sociale, et Tahra Mint Hembara.